# كيث أوسغود
كيث أوسغود (بالإنجليزية: Keith Osgood)‏ هو لاعب كرة قدم بريطاني، ولد في 8 مايو 1955 في ايزلورث في المملكة المتحدة. لعب مع توتنهام هوتسبير وديربي كاونتي وكامبريدج يونايتد وكوفنتري سيتي ونادي ليتون أورينت ونادي هلسنكي.

## وصلات خارجية
- كيث أوسغود على موقع قاعدة بيانات كرة القدم.إي يو (الإنجليزية)